# Windpaard

Windpaard, door C.J.Fynn

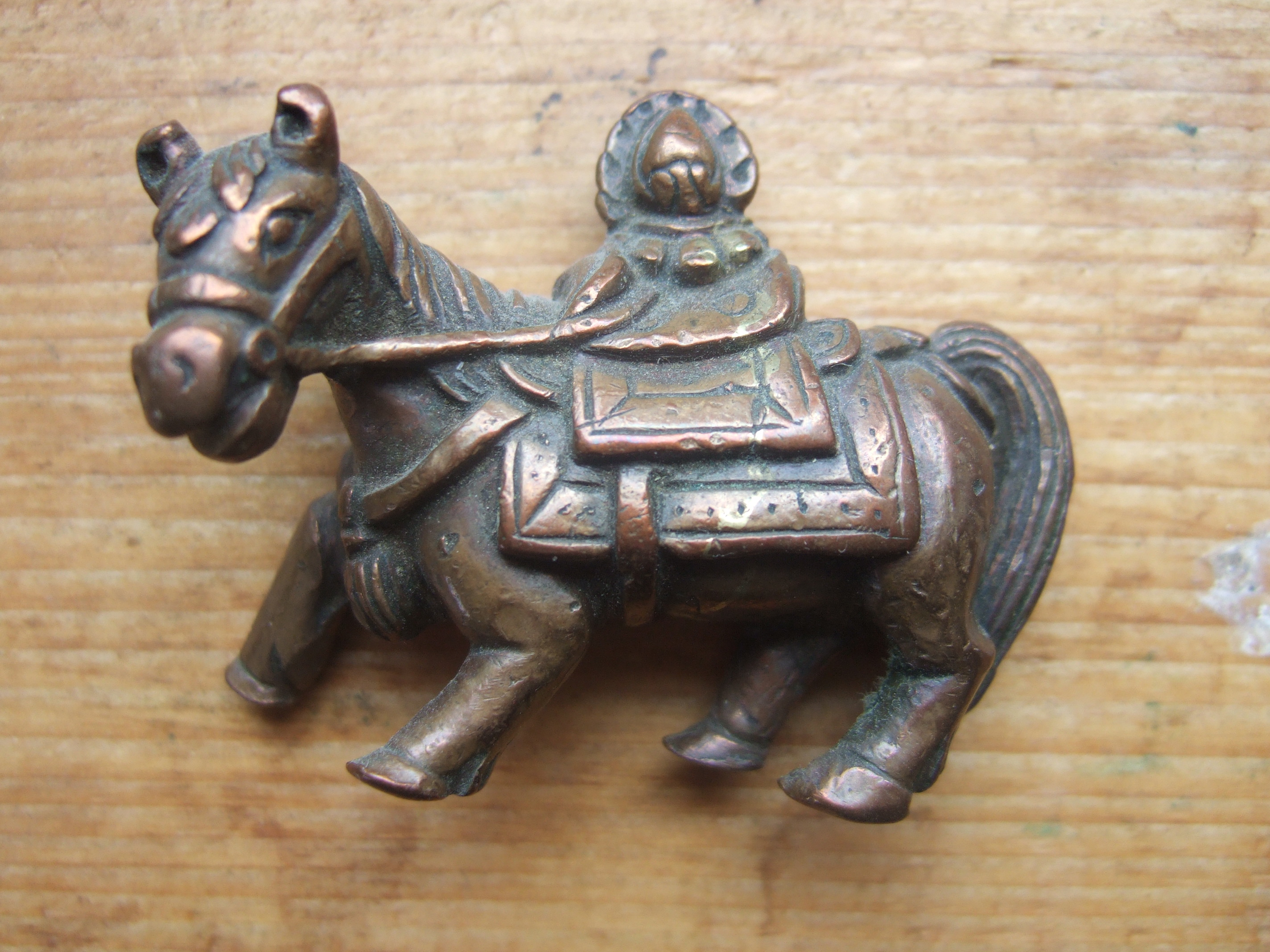
Tibetaans bronzen beeldje van een Windpaard, waarschijnlijk uit de 19e eeuw

Windpaard (Tibetaans: རླུང་རྟ, Wylie: rlung rta, uitgesproken Lungta, windpaard) is een term in het Boeddhisme die gebruikt wordt voor een 'reservoir van energie van fundamentele goedheid' (wind), dat 'sterk, uitbundig en schitterend' is, waarop een (Shambhala) krijger (pawo, 'hij die moedig is') als op een paard kan rijden. Daar moet hij wel disciplines voor beoefenen op het 'krijgerpad van de vier waardigheden'. Die waardigheden zijn de dieren: Tak, Seng, Khyung en Druk.
Het Windpaard draagt de Drie Juwelen of het wensvervullende juweel Cintamani op zijn rug. In het boeddhisme worden vlaggen gebruikt met het Windpaard in het midden en de vier dieren in de hoeken (windrichtingen).

## Vier waardigheden
Het Windpaard (energie van goedheid) kan (op)'gewekt' worden, waardoor 'waarachtige aanwezigheid' ontstaat. Om tot deze waarachtige aanwezigheid te komen volgt 'hij die moedig is', de krijger, het pad van de vier waardigheden. Deze waardigheden zijn:
- Zachtmoedigheid (Tak, tijger)
- Kwiekheid (Seng, sneeuwleeuw, eerder voorgesteld als een jak)
- Buitensporigheid (Khyung (Garoeda), adelaar)
- Ondoorgrondelijkheid (Druk, draak)

## Shambhala leringen
De zogenaamde 'Shambhala-leringen' uit Shambhala, het rijk dat door de Rigdenkoningen zou worden beheerst, komen voort uit het Tibetaanse boeddhisme en zijn door Chögyam Trungpa (1939-1987), uit de Kagyü traditie, onderwezen. Hij was de grondlegger van de 'Shambhala Training' en het Naropa Instituut. Hij gaf bekendheid aan Windpaard in het Westen.

## Herkomst
Volgens Samten Karmay, gespecialiseerd in de bönreligie, is er in Tibet onderscheid tussen boeddhisme en volksreligie. Windpaard komt volgens hem voornamelijk uit de volkscultuur. In de 19e eeuw was er de 'Rimé beweging', waarbij het de bedoeling was een totaal overzicht van de rijke Tibetaanse traditie in al haar verscheidenheid te geven, waarin Windpaard opgenomen werd.
Het Tibetaanse nag rtsis, een astrologisch systeem, werd uit China geïmporteerd, met vier basiselementen: srog (vitale kracht), lu (lichaam), wangtang (krachtveld) en lungta ('rivierpaard'). Lungta zou van lungma (drakenpaard) komen. Dus lungma (drakenpaard) werd, volgens Karmay, klung rta (rivierpaard) en vervolgens rlung rta (windpaard).

## Zes broers en hun dieren
Het verhaal van de zes broers en hun dieren maakt duidelijk waar de eerdergenoemde vier 'waardigheden' vandaan komen.
Volgens het 13e-eeuwse manuscript De verschijning van de Kleine Zwarthoofdige Man doodde een nyen (geest) zijn schoonzoon, Khri-to, de eerste man, om zijn gestorven dochter te wreken. Maar hij zag zijn vergissing in en compenseerde Khri-to's zes zonen door elk van hen een dier te geven: een tijger, jak (die de voorloper was van de sneeuwleeuw), garuda (adelaar), draak, geit en hond. De zes broers vertegenwoordigden de zes vroegste Tibetaanse clans.
Vier broers doodden de rovers, die betrokken waren bij de dood van hun moeder en hun dieren werden hun persoonlijke drala (beschermende krijgersgeest). De twee broers die de geit en hond bezaten deden niet mee en hun dieren werden geen drala.
De vier drala's tijger, jak (later sneeuwleeuw), garuda en draak, zijn de eerdergenoemde 'waardigheden'. Om het Windpaard te wekken moet, volgens Chögyam Trungpa, die bekendheid aan Windpaard gaf, de krijger het 'pad van de vier waardigheden' of drala's volgen.
De vier dieren komen ook veelvuldig voor in het epos van koning Gesar.

## Ritueel
Windpaard ceremonies worden vaak samen uitgevoerd met het lhasang ritueel, ook risang lungta genoemd, waarbij veel rook een rol speelt.

## Tetramorf
Binnen de christelijke traditie bestaat ter vergelijking ook een tetramorf (symbolische afbeelding van vier elementen in een geheel), die het zogeheten 'vaste kruis' vormen: 
- leeuw van Marcus
- stier van Lucas
- adelaar-schorpioen van Johannes
- mens, engel of draak van Mattheus